# 小行星5914
小行星5914（英語：5914 Kathywhaler）是一颗围绕太阳公转的小行星。1990年11月20日，罗伯特·H·麦克诺特在赛丁泉山发现了此天体。
这颗小行星的绝对星等为247.6592816546247等。